# Gent–Wevelgem
Gent–Wevelgem är ett cykellopp i Flandern, Belgien som avgörs i slutet av mars innan vårklassikerna Flandern runt och Paris–Roubaix. Loppet kallas ofta för sprinterklassikern på grund av den platta avslutningen. Den mest kända stigningen är Kemmelberg, stigningen är ofta avgörande för segern i tävlingen, speciellt om det är vått. Sidvindar och hög hastighet är också anledningar till att tävlingen är svår att vinna.
Loppet startar numera inte i Gent, utan sedan 2020 i staden Ieper (Ypres).
Den första tävlingen gick av stapeln 1934 och segrare av tävlingen blev belgaren Gustave Van Belle. Den första tävlingen kördes för amatörer, men efter det och fram till 1945 kördes loppet för den som ville ställa upp, det vill säga både professionella och amatörer. Efter säsongen 1945 var tävlingen enbart för professionella cyklister.
Belgarna Robert Van Eenaeme (1936, 1927, 1945), Rik Van Looy (1956, 1957, 1962), Eddy Merckx (1967, 1970, 1973) och Tom Boonen (2004, 2011, 2012) samt italienaren Mario Cipollini (1992, 1993, 2002) och slovaken Peter Sagan (2013, 2016, 2018) har alla vunnit tävlingen tre gånger under sina karriärer. 
Sex cyklister har vunnit tävlingen två gånger: Briek Schotte (1950, 1955), Raymond Impanis (1952, 1953), Frans Aerenhouts (1960, 1961), Freddy Maertens (1975, 1976), Guido Bontempi (1984, 1986) och Tom Steels (1996, 1999).
Säsongen 2005 inkluderades loppet i UCI ProTour och det överfördes sedan till UCI World Tour när denna skapades 2011.
Ingen cyklist har hittills vunnit Omloop Het Nieuwsblad, Gent–Wevelgem och Flandern runt under ett och samma år. Nederländaren Jaan Raas och belgaren Eddy Merckx har båda två lyckats vinna Omloop Het Nieuwsblad och Gent–Wevelgem under ett år och de slutade båda trea på Flandern runt det året. Noel de Pauw (1956) och Tom Steels (1996) har också vunnit Omloop Het Volk och Gent–Wevelgem under samma år.
Sedan 2012 arrangeras även ett lopp för damer. 2014 fick det en 1.2 ranking och sedan 2016 ingår det i UCI Women's World Tour.

## Segrare

### Herrar[1]
1934  Gustave Van Belle
1935  Albert Depreitre
1936  Robert Van Eenaeme (1)
1937  Robert Van Eenaeme (2)
1938  Hubert Godart
1939  Andre Declerck
1940–1944 inställd p.g.a. andra världskriget
1945  Robert Van Eenaeme (3)
1946  Ernest Sterckx
1947  Maurice Desimpelaere
1948  Valère Ollivier
1949  Marcel Kint
1950  Briek Schotte (1)
1951  Andre Rosseel
1952  Raymond Impanis (1)
1953  Raymond Impanis (2)
1954  Rolf Graf
1955  Briek Schotte (2)
1956  Rik Van Looy (1)
1957  Rik Van Looy (2)
1958  Noël Foré
1959  Leon Van Daele
1960  Frans Aerenhouts (1)
1961  Frans Aerenhouts (2)
1962  Rik Van Looy (3)
1963  Benoni Beheyt
1964  Jacques Anquetil
1965  Noel de Pauw
1966  Herman Van Springel
1967  Eddy Merckx (1)
1968  Walter Godefroot
1969  Willy Vekemans
1970  Eddy Merckx (2)
1971  Georges Pintens
1972  Roger Swerts
1973  Eddy Merckx (3)
1974  Barry Hoban
1975  Freddy Maertens (1)
1976  Freddy Maertens (2)
1977  Bernard Hinault
1978  Ferdi Vandenhaute
1979  Francesco Moser
1980  Henk Lubberding
1981  Jan Raas
1982  Frank Hoste
1983  Leo van Vliet
1984  Guido Bontempi (1)
1985  Eric Vanderaerden
1986  Guido Bontempi (2)
1987  Teun van Vliet
1988  Sean Kelly
1989  Gerrit Sonneveld
1990  Herman Frison
1991  Djamolidine Abdoujaparov
1992  Mario Cipollini (1)
1993  Mario Cipollini (2)
1994  Wilfried Peeters
1995  Lars Michaelsen
1996  Tom Steels
1997  Philippe Gaumont
1998  Frank Vandenbroucke
1999  Tom Steels
2000  Geert Van Bondt
2001  George Hincapie
2002  Mario Cipollini
2003  Andreas Klier
2004  Tom Boonen
2005  Nico Mattan
2006  Thor Hushovd
2007  Marcus Burghardt
2008  Oscar Freire
2009  Edvald Boasson Hagen
2010  Bernhard Eisel
2011  Tom Boonen
2012  Tom Boonen
2013  Peter Sagan
2014  John Degenkolb
2015  Luca Paolini
2016  Peter Sagan
2017  Greg Van Avermaet
2018  Peter Sagan
2019  Alexander Kristoff
2020  Mads Pedersen
2021  Wout van Aert
2022  Biniam Girmay
2023  Christophe Laporte
2024  Mads Pedersen
2025  Mads Pedersen

### Damer[2]
2012  Elizabeth Armitstead
2013  Kirsten Wild
2014  Lauren Hall
2015  Floortje Mackaij
2016  Chantal Blaak
2017  Lotta Lepistö
2018  Marta Bastianelli
2019  Kirsten Wild
2020  Jolien D'Hoore
2021  Marianne Vos
2022  Elisa Balsamo
2023  Marlen Reusser
2024  Lorena Wiebes
2025  Lorena Wiebes